# از (مجموعه تلویزیونی)
اُز (انگلیسی: Oz) یک مجموعه تلویزیونی جنایی و درام روان‌شناختی است که وقایع آن در یک زندان مردانه رخ می‌دهد و عمدتاً توسط تام فونتانا نوشته شده است. این اولین سریال تلویزیونی دراماتیک یک ساعته بود که توسط شبکه کابلی HBO تولید شد. از برای اولین بار در ۱۲ ژوئیه ۱۹۹۷ پخش شد و به مدت شش فصل پخش آن ادامه داشت. قسمت پایانی سریال در ۲۳ فوریه ۲۰۰۳ پخش شد.